# Shetlandi juhászkutya
A shetlandi juhászkutya a Shetland-szigetekről származik (ugyanonnan, ahonnan a shetlandi póni vagy a kisméretű juh).
A viking uralom alatt (700-800as évek) a szigeteken élő juhászkutyák keveredtek a vikingek spiccszerű kutyáival, később a holland kereskedők kutyáival is.
A szigetek 1707–től hivatalosan Nagy Britannia részei lettek, és a britekkel érkező colliek keveredtek az állománnyal. A colliek nagyon erőteljes hatást gyakoroltak ezeknek a kiskutyáknak a küllemére.
Szintén a britek jóvoltából a fajtába bekeveredett a King Charles Spániel, és egyes leírások szerint a Border Collie is (valamint akár más fajták is gyakorolhattak jelentéktelenebb hatást a fajtára), de alapvetően a mai sheltiek küllemére igazán a collie ( skòt juhászkutya )az, ami rányomta a bélyegét.
A standardot 1965-ben egységesítették, és egy elegáns, collie benyomású kiskutya lett a cél. Ennek egyik hátrány az, hogy a tenyésztés kezdeti szakaszában sokszor kisméretű collie-kat is sheltie néven törzskönyveztek.
Sajnos ezáltal a mai állomány, méretét tekintve, még ma is nagyon heterogén, és nem egy alomban fordulnak elő erőteljes collie típusú kutyák. Forrás

## Megjelenése
A teste teljesen arányos, és leginkább egy miniatürizált skót juhászkutyára hasonlít, durvaságoktól, aránytalanságoktól mentes. A fej felülről és oldalról nézve hosszúkás és tompa ék alakú, fültől az orrig vékonyodik. A koponya lapos, fülei közel tűzöttek. Stopja egyértelműen látható.
A arcorri része hosszúkás, szeme enyhén vágott, fülei vége előrebillen. Egészében véve arckifejezése nagyon bájos, kedvességet sugároz és nagyon kifejező tud lenni. A szemei körül rész és az orra mindig fekete (még a blue merle példányoknál is).
Szeme a legkívánatosabb esetben sötétbarna, de a merle példányoknál elfogadott a kék, kék foltos szín is (ez nem befolyásolja a látást).
Mozgása harmonikus, járásközben a farkát felemelheti, de soha nem a hát fölé és nem kunkorodhat.
A sheltie igazi éke a szőre.
A bundája kettős, hosszú fedőszőre durva tapintású. Az alsó szőr rövid, nagyon puha tapintású és télen meglehetősen sűrű. Látványos sörényt (szőrgallért) növeszthet magára, ami nagyon elegáns benyomást kelt a szemlélőben. Mellső lábain hosszú zászlókat növeszt, a hátulsó lábakon, a csánkok felett dús szőrzet található, a csánkok alatt rövidebb a szőr. A fangon (az arcon) a szőr rövid. A szőre bár a vedlési időszakban erőteljesen hullik, de alapból könnyedén karban tartható, csomósodásra, elkoszosodásra nem hajlamos.

## Mozgása
Az emberek hajlamosak lenézni a fajtát és együtt kezelni az ölebekkel (33–39 cm), de a sheltie nem öleb, hanem egy vérbeli juhászkutya, és eszerint kell kezelni és kielégíteni igényeit. Nagy mozgásigénnyel és hihetetlen megfelelni akarással rendelkezik! Emellett tökéletes családi kutya is, ha valaki képes teljesíteni az igényeit, kedves a gyerekekkel, messze áll tőle mindenféle agresszió, ritkán domináns, könnyedén nevelhető. Az udvaron és a lakásban is tökéletesen tartható, mert vastag, hosszú szőrével könnyedén viseli a téli hidegeket, de napi interakcióra a családdal így is szüksége van.
Végtelenül alkalmazkodó természete lehetővé teszi azt, hogy néha kihagyjuk vele a napi sétát, mert egyáltalán nem hajlamos a rombolásra, de ezt soha ne használjuk ki, mert lehet, hogy nem követeli ki magának, de szüksége van rá. Forrás

## Jelleme
A sheltie barátságos, embercentrikus, gyerekeket kedvelő kutya. Jelzőkutyának is alkalmazható, de a házőrzés nem tartozik az erősségei közé. Gazdájához nagyon hűséges, családjához ragaszkodik, az idegenekkel szemben kedves.

## Tartása
Lakásban tartott példányoknál hetente minimum 1 alkalommal időt kell szakítani egy alapos átkefélésre, udvaron tartott kutyáknál bőven elegendő néhány hetente alaposan kikefélni a szőrt. Kivételt képez ez alól természetesen a vedlési időszak, amikor az elhalt szőrszálakat el kell távolítani a bundából.
A sheltie igényli a sok foglalkozást gazdája részéről, hogy megőrizze kedves, kiegyensúlyozott természetét.

## Jellemző illetve örökletes betegségek
A sheltienél mint minden fajtánál jelen vannak bizonyos örökletes illetve gyakori betegségek, amikkel nem árt tisztában lenni. A shetlandi juhász alapvetően egészséges fajta, de sajnos minden fajta tenyésztésben benne van a génkészlet szükülése ami fajtákra jellemző betegségeket eredményez.
Szembetegségek: CEA PRA
Von-Willebrand
Diszplázia
Patella ficam
Szívbetegségek: A sheltiere legjellemzőbb szívbetegség a „Patent Ductus Arteriosis” melynek lényege, hogy a Ductus Arteriosis ér a születés után nem záródik el és a vér a tüdőbe áramlik ami megtelik folyadékkal. Külső tünetei nem nagyon vannak a dolognak, köhögés, fáradtság, fogyás, légszomj, vagy gyengeség a hátsó végtagokban. Általában fiatal korban már megfigyelhetőek a tünetek (idős kutyák esetén a hasonló tűnek előfordulhatnak és okozhatja őket szívbetegség, de az már más jellegű probléma szokott lenni) Mindenképpen vizsgáltassuk ki a gyanús eseteket mert a gond műtétileg orvosolható (ha olyan mértékű, hogy indokolt a műtéti kezelés) Forrás
Allergia Allergia gyakorlatilag bármire jelentkezhet a házi portól kezdve, különböző polleneken át az élelmiszerekig.
Az allergiára való hajlam néha öröklött, máskor környezeti hatásokra jelentkezik. Az öröklődés menete ismeretlen.
Az enyhe/közepes allergia nem szelekciós tényező, súlyos allergia már bizonyos esetekben képezheti a szelekció tárgyát.

## Méretei
- Marmagasság: 33–39 cm
- Testtömeg: 8–9 kg
- Várható élettartam: 12-18 év

## Külső hivatkozások
- Sheltie.lap.hu - linkgyűjtemény
- FCI
- Angol és Ausztrál pásztorkutya klub
- Hungaria Collie Sheltie Corgie klub
- MEOE
- Kaleido Star Ausztrál juhászkutya & Shetlandi juhászkutya kennel- Shetlandi Juhász örökletes betegségei
- Sheltie.hu
- A Shetlandi juhászkutya bemutatása